# Mechanická ventilace

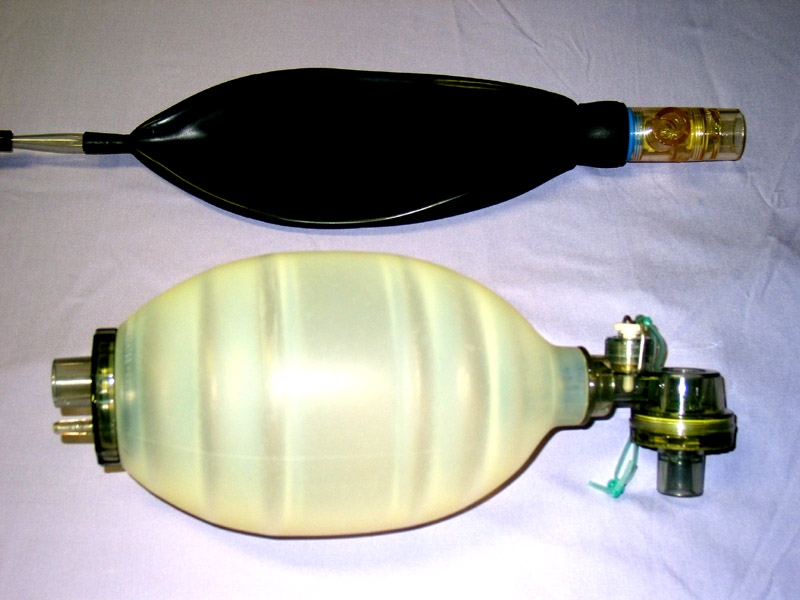
Dýchací vaky

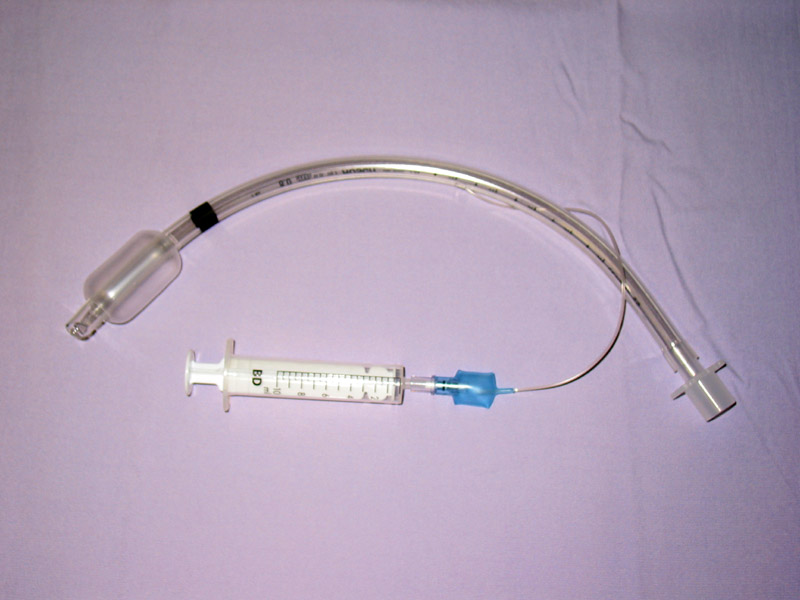
Tracheální rourka, v průdušnici je utěsněna manžetou, která je nafukována injekční stříkačkou

Pacient na umělé ventilaci maskou při vědomí (neinvazivní ventilace)

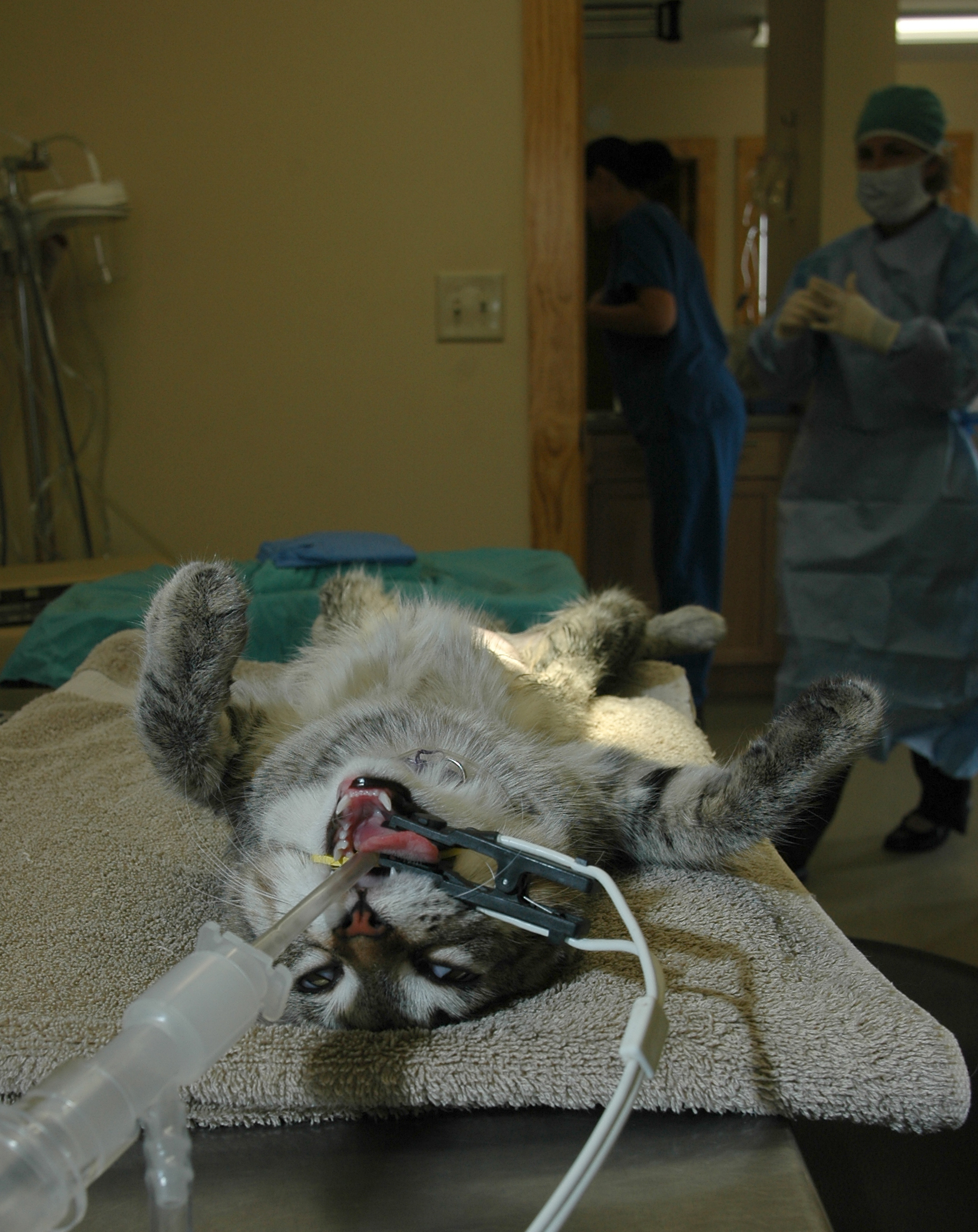
Kočka připojená na mechanický ventilátor

Mechanická ventilace je metoda podpory nebo náhrady spontánního plicního dýchání. Využívá se v lidské i veterinární medicíně. Mechanická ventilace se tradičně dělí na ventilaci se záporným tlakem, kdy je vzduch v podstatě nasáván do plic, a ventilaci s kladným tlakem, kdy je vzduch (nebo jiná směs plynů) do plicní průdušnice vtlačován.  V současné medicíně naprosto převažuje metoda přetlaku který aktivně vhání dýchací směs do plic (Positive Pressura Ventilation PPV). Starší metody používaly podtlaku (tzv. "železné plíce" (Negative Pressure Ventilation NPV).
Mechanickou ventilaci zajišťuje stroj zvaný ventilátor (přesněji mechanický ventilátor nebo plicní ventilátor (neplést s ventilátorem používaným pro obecné přečerpávání plynů). V nejjednodušší metodě PPV je ventilace zajišťována ručně - stlačováním dýchacího vaku nebo soustavy měchů. 

## Použití
Mechanickou ventilaci lze používat krátkodobě, například během operace nebo kritického onemocnění (typicky na jednotce intenzivní péče). Může být však používána i doma nebo v ošetřovatelské či rehabilitační organizaci u pacientů s chronickou nemocí, která vyžaduje dlouhodobou dýchací asistenci.
Vzhledem k anatomii lidského hltanu, hrtanu a jícnu a k podmínkám, za kterých je ventilace potřebná, jsou při ventilaci s kladným tlakem často nutná další opatření pro „zajištění“ dýchacích cest, aby mohl vzduch nerušeně procházet do průdušnice a naopak neprocházel do jícnu a žaludku. To se běžně provádí vsunutím trubice do průdušnice (tzv. intubace). Tato trubice umožňuje průchod vzduchu správnou cestou pod potřebným tlakem.
Intubace se provádíě tracheální rourkou (kanylou), vsunutou skrze ústa (orotracheální intubace) pomocí laryngoskopu. Další možnost zavedení je skrze nos (nazotracheální intubace), anebo pomocí tracheostomie - uměle vytvořený otvor na krku.
Při ventilaci s nezajištěnými dýchacími cestami lze použít například jednoduché manévry pro zprůchodnění dýchacích cest (záklon), orofaryngeální (Guedelův) vzduchovod nebo laryngeální masku. Ventilace přes tyto pomůcky však nezajišťuje dýchací cesty proti aspiraci žaludečního obsahu.
Je-li pacient schopen sám udržovat průchodnost dýchacích cest, například při neinvazivní ventilaci nebo ventilaci záporným tlakem, nejsou takové pomůcky potřebné. Pacient dýchá přes obličejovou masku, utěsněnou přitažením k obličeji (žargonem "těžká maska"). Další metodou, která překlenuje propast mezi normálním dýcháním a uspaným pacientem s rourou v krku je vysokoprůtoková aplikace kyslíku, známá pod anglickou zkratkou HFNO.
Mechanická ventilace je život zachraňujícím zásahem, nese však riziko řady potenciálních komplikací, například pneumotoraxu, poranění dýchacích cest, poškození plicních sklípků nebo pneumonie.
Používání pojmu "umělý spánek" tyto rizika eufemisticky přechází.
V mnoha systémech zdravotní péče je dlouhodobější ventilace jakožto součást intenzivní péče omezeným prostředkem (ve smyslu, že je jen tolik pacientů, kolik jich může v určitý moment dostat danou péči). Používá se pro podporu jediného selhávajícího orgánu (plic) a nemůže vyléčit základní chorobný proces (např. konečné stadium rakoviny). Proto může být nutné (a často velmi obtížné) rozhodnout, zda je vhodné připojit někoho na mechanickou ventilaci. Stejně tak je eticky velmi složité rozhodnout o ukončení mechanické ventilace.